# Bryophyta
Briofitele sunt o încrengătură de plante care cuprinde următoarele unități sistematice:
| Încrengătură | Clasă     | Ordin          | Familie        | Gen           | Reprezentanți                            |
| Bryophyta    | Hepaticae | Marchantiales  | Marchantiaceae | Marchantia    | Marchantia polimorpha                    |
| Bryophyta    | Hepaticae | Jungermaniales | -              | Plagiochila   | -                                        |
| Bryophyta    | Hepaticae |                | -              | Cephalozia    | -                                        |
| Bryophyta    | Hepaticae |                | -              | Blepharostoma | -                                        |
| Bryophyta    | Muscineae | Sphagnales     | Sphagnaceae    | Sphagnum      | Sphagnum Palustre                        |
| Bryophyta    | Muscineae | Sphagnales     | Sphagnaceae    | Sphagnum      | Sphagnum squarrosum                      |
| Bryophyta    | Muscineae | Sphagnales     | Sphagnaceae    | Sphagnum      | Sphagnum acutifolium                     |
| Bryophyta    | Muscineae | Polytrichales  | Polytrichaceae | Polytrichum   | Mușchiul de pământ (Polytrichum commune) |